# Qiwang (torneo cinese)
Il Qiwang (棋王戦T, lett. "Re del Go") è stato uno dei principali tornei professionistici di Go cinesi.
Fu organizzato per la prima volta nel 1989, e durò con diverse interruzioni fino al 2002, per un totale di otto edizioni. Nel 2003 fu sostituito dal torneo rapido denominato Coppa Weifu Fangkai, ma talvolta chiamato ancora Qiwang.
Il Kiwang è il nome del torneo omologo sudcoreano.

## Albo d'oro
| Edizioni | Anno | Vincitore   | Punteggio | Finalista      |
| -------- | ---- | ----------- | --------- | -------------- |
| 1        | 1989 | Qian Yuping | 3–0       | Yu Bin         |
| 2        | 1990 | Nie Weiping | 3–1       | Qian Yuping    |
| 3        | 1991 | Ma Xiaochun | 3–0       | Nie Weiping    |
| 4        | 1993 | Ma Xiaochun | 3–1       | Liang Weitang  |
| 5        | 1994 | Ma Xiaochun | 3–0       | Cao Dayuan     |
| 6        | 1995 | Ma Xiaochun | 3–2       | Zhang Wengdong |
| 7        | 2000 | Yu Bin      | 2–1       | Ma Xiaochun    |
| 8        | 2002 | Yu Bin      | 2–1       | Kong Jie       |